# Carlsen (Familienname)
Carlsen ist ein ursprünglich patronymisch gebildeter dänischer Familienname mit der Bedeutung „Sohn des Carl“.

## Namensträger
- Agnete Carlsen (* 1971), norwegische Fußballspielerin
- Armand Carlsen (1905–1969), norwegischer Eisschnellläufer
- Bill Carlsen (1904–1979), US-amerikanischer Jazzmusiker und Bandleader
- Carl Schlichting-Carlsen (1852–1903), dänischer Maler
- Carla Carlsen (1909–1995), deutsche Soubrette und Schauspielerin
- Carl Carlsen (1880–1958), dänischer Ringer
- Carsten M. Carlsen (1892–1961), norwegischer Komponist, Organist und Dirigent
- Christian Carlsen (1885–1961), dänischer Ringer
- Dagfin Carlsen, norwegisch-österreichischer Skiläufer, Skispringer, Schauspieler und Schanzenkonstrukteur
- Daniel Carlsen (* 1990), dänischer Politiker
- Elling Carlsen (1819–1900), norwegischer Seefahrer und Entdecker
- Emil Carlsen (1853–1932), dänisch-amerikanischer Maler
- Erik Carlsen (1911–1999), dänischer Reiter
- Fanny Carlsen (eigentlich Fanny Kahane; 1874–1944), österreichische Schriftstellerin und Drehbuchautorin
- Fritz Carlsen (1857–1913), deutscher Theaterschauspieler
- Gary Carlsen (* 1945), US-amerikanischer Diskuswerfer
- Henning Carlsen (1927–2014), dänischer Filmregisseur, Filmproduzent, Drehbuchautor und Cutter
- Inger Carlsen (1918–1988), dänische Schwimmerin
- John Carlsen (* 1961), schwedischer Radrennfahrer
- Kenneth Carlsen (* 1973), dänischer Tennisspieler
- Kirk Carlsen (* 1987), US-amerikanischer Radrennfahrer
- Kirsten Carlsen (* 1938), dänische Skilangläuferin
- Lalla Carlsen (1889–1967), norwegische Schauspielerin und Sängerin
- Lisa Carlsen (* 1965), kanadische Reiterin
- Ludwig Carlsen (1902–1993), deutscher Filmproduzent und Produktionsleiter während des Zweiten Weltkriegs
- Magnus Carlsen (* 1990), norwegischer Schachweltmeister
- Margarethe Carlsen (vor 1897–nach 1902), deutsche Theaterschauspielerin
- Øystein Carlsen (* 1973), norwegischer Shorttracker
- Paula Carlsen (1837–1900), deutsche Theaterschauspielerin
- Petter Carlsen (* 1979), norwegischer Sänger und Komponist
- Reidar Carlsen (1908–1987), norwegischer Politiker
- Robert Carlsen (1879–1959), deutscher Offizier, Landwirt und Politiker (DNVP)
- Svend Carlsen (* 1938), norwegischer Skilangläufer
- Tonny Carlsen (* 1965), dänischer Karambolagespieler
- Torben Carlsen (* 1962), dänischer Badmintonspieler
- Traute Carlsen (1887–1968), deutsche Schauspielerin
- Ulrich Pultz von Carlsen (1773–1863), dänischer Militär, Ehrenbürger der Stadt Offenbach am Main